# Biserica unitariană din Suplac
Biserica unitariană din Suplac este un monument istoric aflat pe teritoriul satului Suplac, comuna Suplac. În Repertoriul Arheologic Național, monumentul apare cu codul 119670.01.

## Galerie

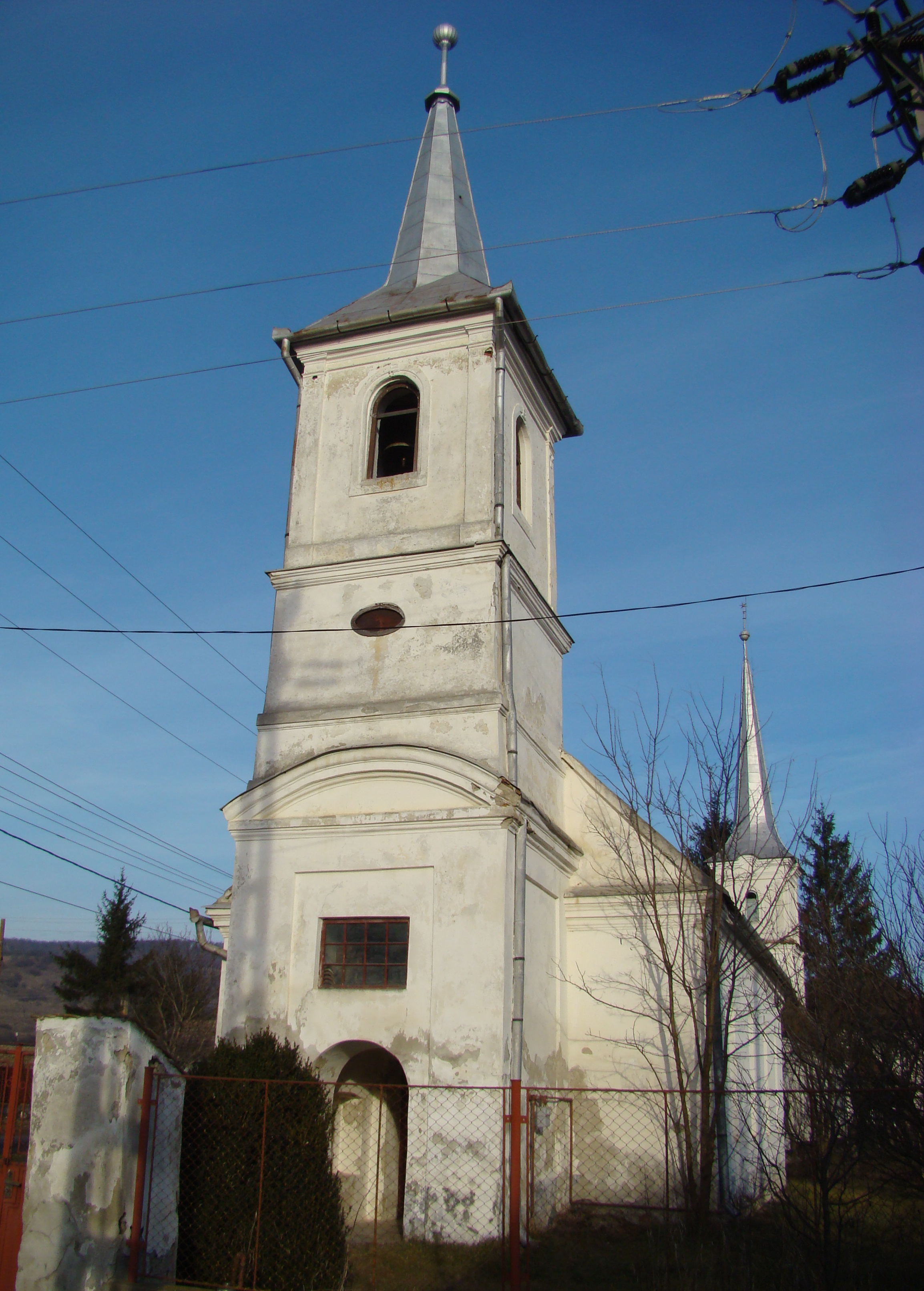
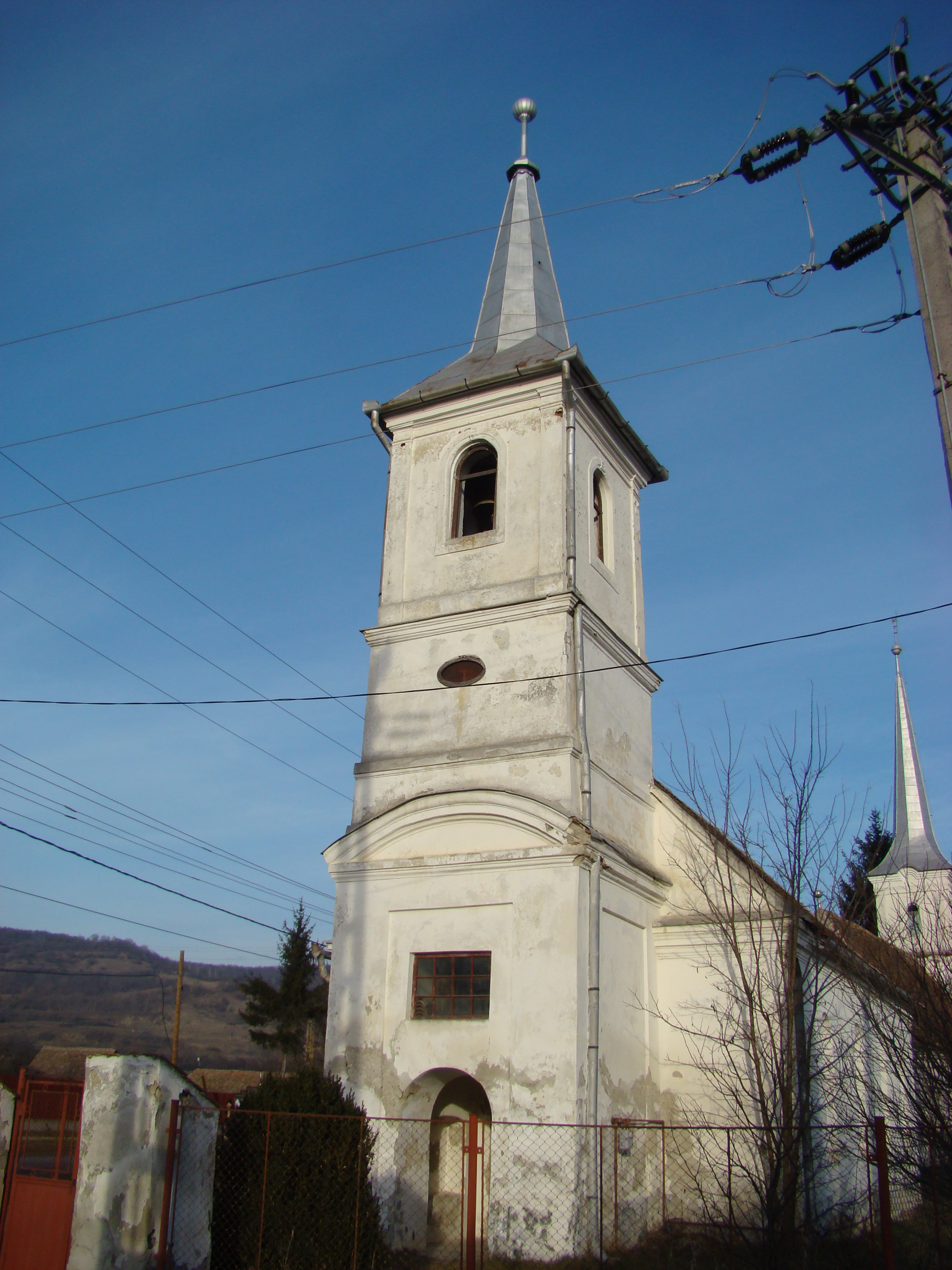
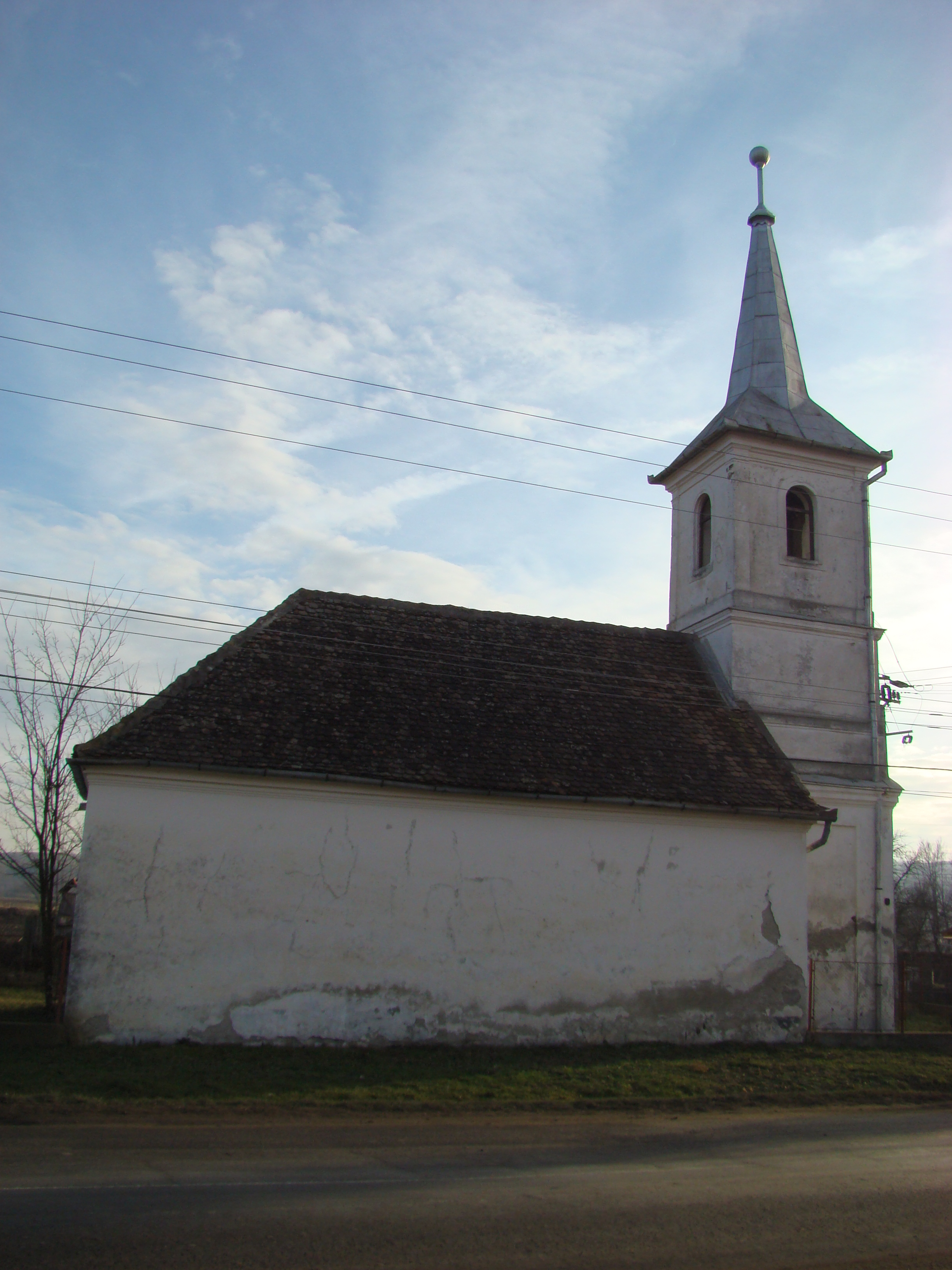
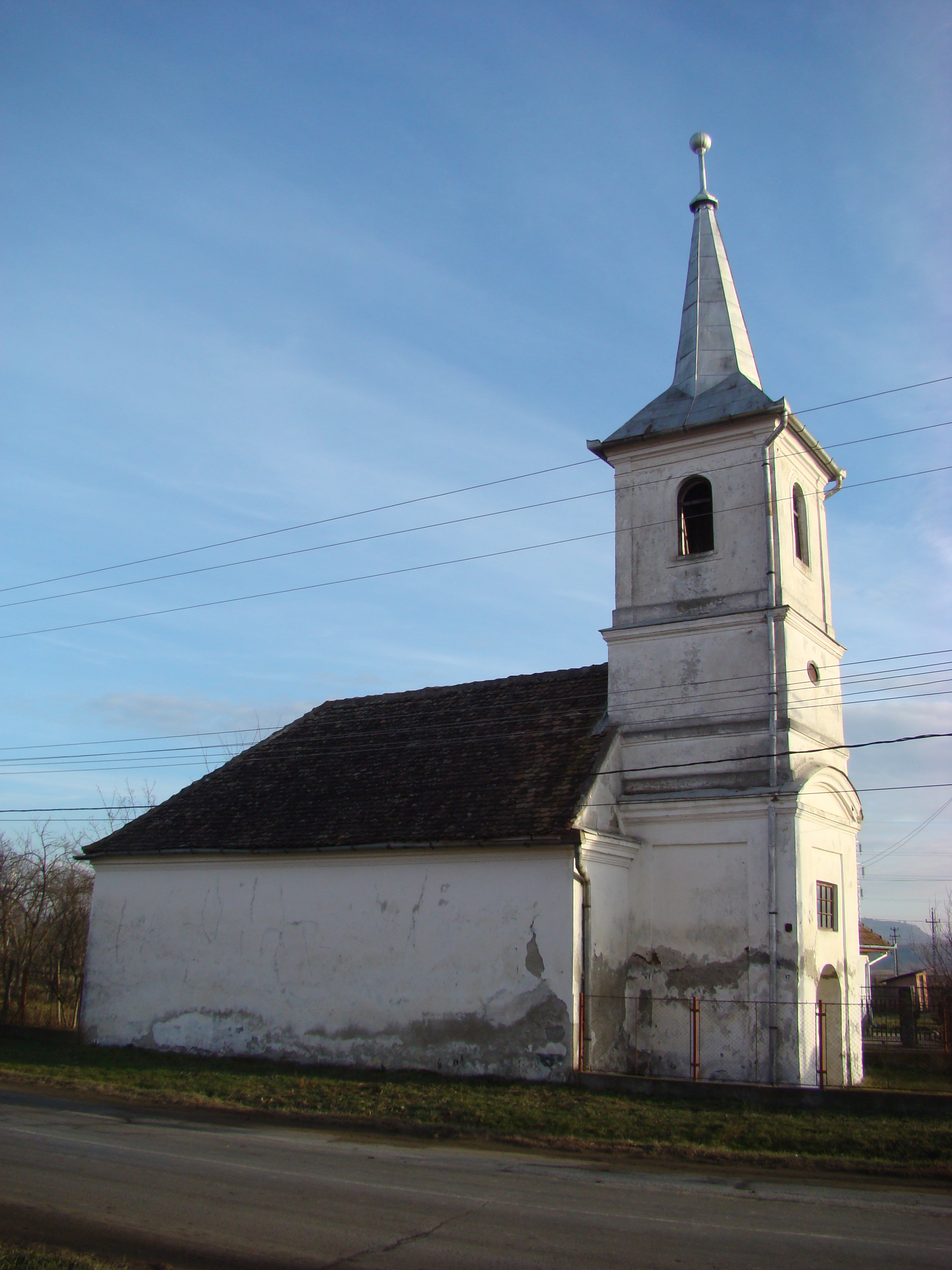
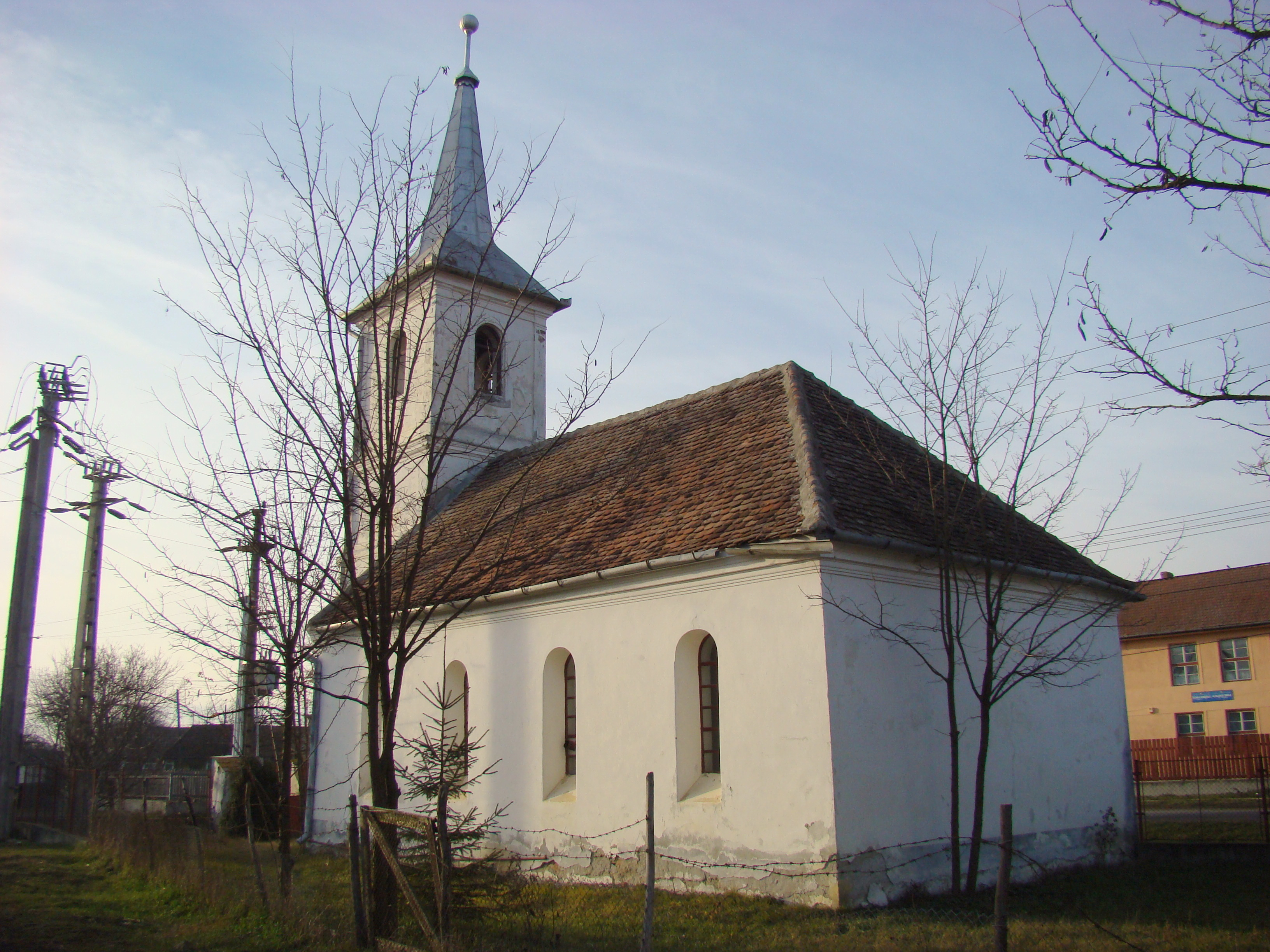